# Dorrough
Dorwin Demarcus Dorrough (* 28. Oktober 1986 in Dallas, Texas), Künstlername Dorrough, ist ein US-amerikanischer Rapper.

## Karriere
Während der Schulzeit war Dorrough ein erfolgreicher Basketballspieler und Kapitän seiner High-School-Mannschaft. Nach dem Wechsel auf das College begann er auch, selbstproduzierte Rapsongs zu veröffentlichen. Mit Singles wie Do tha Muscle und Halle Berry machte er sich in Texas einen Namen.
2009 hatte er dann seinen nationalen Durchbruch mit dem Debütalbum Dorrough Music, das in den Rap-Charts bis auf Platz 2 kam. Es enthielt auch den Hitsong Ice Cream Paint Job, ein Top-30-Hit in den offiziellen Singlecharts.

## Diskografie
Alben
- Dorrough Music (2009)
- Get Big (2010)

Singles
- Walk That Walk (2009)
- Ice Cream Paint Job (2009)
- Wired to the T (2009)
- Get Big (2010)
- Aah Yeah (2010)
- Touch (mit Raquell, P. Diddy & Yo Gotti, 2012)
- After Party (mit Tyga & Problem, 2013)
- Missin’ Ya (mit R. J., P. Diddy & Wiz Khalifa, 2013)
- La La La (feat. Wiz Khalifa, 2013)